# Puçol
Puçol är en kommun i Spanien. Den ligger i provinsen Província de València och regionen Valencia, i den östra delen av landet, 300 km öster om huvudstaden Madrid. Antalet invånare är 19 421. Arean är 18,1 kvadratkilometer. Puçol gränsar till Puig och Sagunto.
Terrängen i Puçol är platt åt sydost, men åt nordväst är den kuperad.